# Municipio Diego Bautista Urbaneja
El Municipio Diego Bautista Urbaneja es uno de los 21 municipios que forman parte del Estado Anzoátegui, Venezuela. Es el único municipio del país con el adjetivo "Turístico", además de ser el municipio más pequeño de Venezuela al ocupar una superficie de 12 km² y el que tiene el nombre más largo. La ciudad de Lecherías es su capital y forma junto con las ciudades de Barcelona, Puerto La Cruz y Guanta la mayor conurbación del oriente venezolano "La Gran Barcelona". Su nombre oficial es Municipio Turístico El Morro Licenciado Diego Bautista Urbaneja.

## Historia

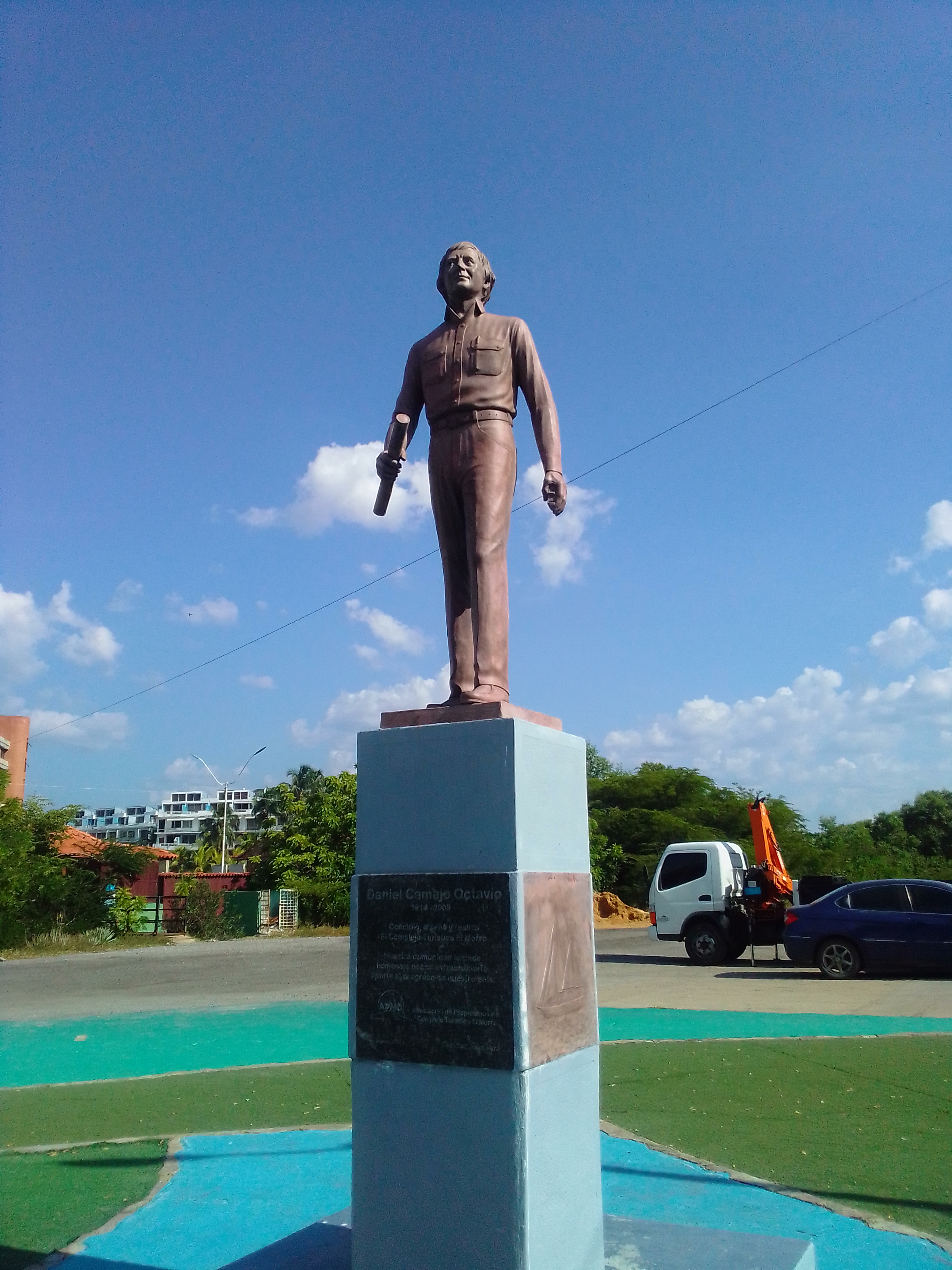
Estatua Daniel Camejo Octavio

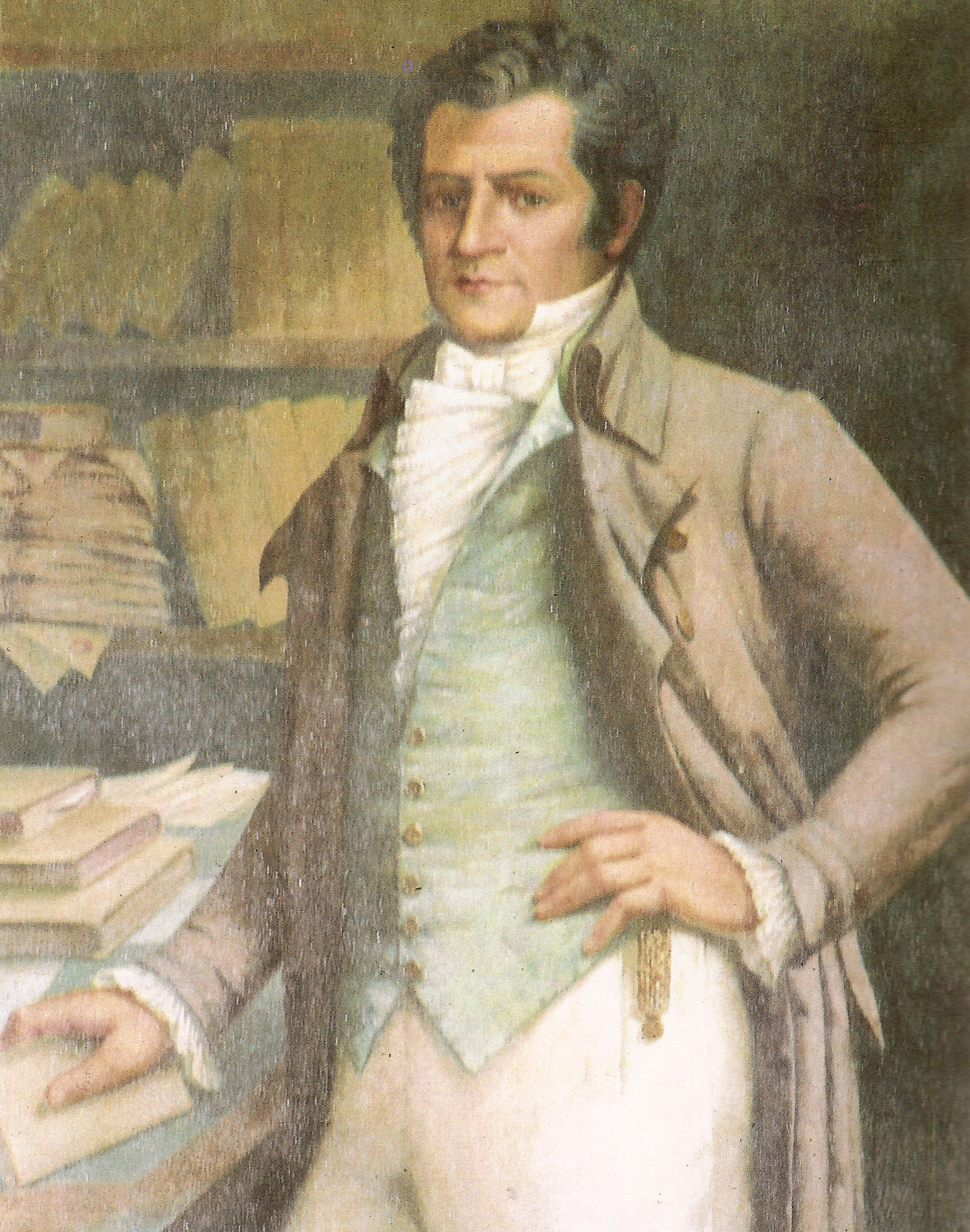
Retrato de Diego Bautista Urbaneja

El municipio, nombrado en honor al político Diego Bautista Urbaneja, comienza a ser estructurado desde 1971 cuando se da inicio a la construcción de un complejo urbanístico conocido como Complejo Turístico El Morro, el cual integra por medio de canales de agua marina diversas urbanizaciones inspiradas por el ingeniero Daniel Camejo Octavio, desde esa época se inicia el auge del turismo y del comercio en la zona, influyendo notablemente en las comunidades ubicadas en Lechería. El municipio, con sus dos parroquias Lechería y El Morro cuenta con una gran cantidad de lugares de esparcimiento, tales como: playas, centros comerciales, discotecas, hoteles, plazas, museos, bulevares, etc.
A finales de la década de los 80 del siglo pasado atendiendo a los dictámenes de la Comisión presidencial para la reforma del Estado COPRE, presidida por Ramón J. Velásquez, Arnoldo José Gabaldón y Ricardo Combellas, se puso en boga el debate político acerca de la necesidad de descentralizar y municipalizar determinadas competencias del poder público que eran monopolizadas por la jefatura de los titulares de los órganos del poder central. Así se dio inicio al proceso de creación de nuevos municipios y de elevación de parroquias a municipios con la intención de democratizar la participación popular y permitir a las comunidades un mayor protagonismo en las instancias locales así se dio inicio al proceso de municipalización y transferencia de competencias a las comunidades en el estado se elevaron siete parroquias a municipios específicamente Carvajal que forma parte de Bruzual, Guanta qué era parroquia del municipio Sotillo, Pírítu que era parroquia del municipio Peñalver, McGregor y Santa Ana que eran parroquia del municipio Aragua de Barcelona, San Juan de Capistrano que formaba parte del municipio Peñalver, y Diego Bautista Urbaneja que formaba parte del municipio Sotillo a este último en su denominación se le agregó el adjetivo de turístico el morro el cual no formaba parte de su nombre como parroquia sólo era parroquia Diego Urbaneja.
En el año 1992 la Asamblea Legislativa del estado Anzoátegui fue presidida por el diputado Carlos Campos quién conjuntamente con la presidenta de la Comisión de asuntos municipales de ese cuerpo legislativo Beatriz armas de Michelangelli dieron apoyo fundamental a la iniciativa para la creación del municipio Urbaneja.

Este trabajo se inició en la Comisión especial para tal fin con la labor de verificación de los requisitos que establecía la ley para la creación de nuevos municipios. Efectivamente la ley orgánica del régimen municipal del año 1989 además de establecer la separación funcional de poderes, con la creación de la figura del alcalde (rama ejecutiva de la administración) y la cámara (rama legislativa, de control y participación ciudadana);estableció en sus artículos 17 y 18 que corresponde a la asamblea legislativa la creación de nuevos municipios así como la definición del territorio que corresponde a ellos y exigía que existiera una población mínima de 10.000 habitantes con un centro poblado no menor de 2500 habitantes y la demostrada capacidad para generar sus recursos al cumplirse estos requisitos se podía iniciar la discusión para la creación del municipio a los fines de demostrar el cumplimiento de estos presupuestos, el comité promotor ciudadano para la creación del municipio Urbaneja Liderizado por Bruno Cavalieri, acompañado entre otros por Eduardo Lubo Arregoces, Amalia Narváez, Hugo Goyo Chávez, Luis Cabezas y Nelson Blanco; presentaron un estudio económico y poblacional con el cual le indicaron el cuerpo legislativo de la época que era factible y viable la solicitud para la creación del nuevo municipio.

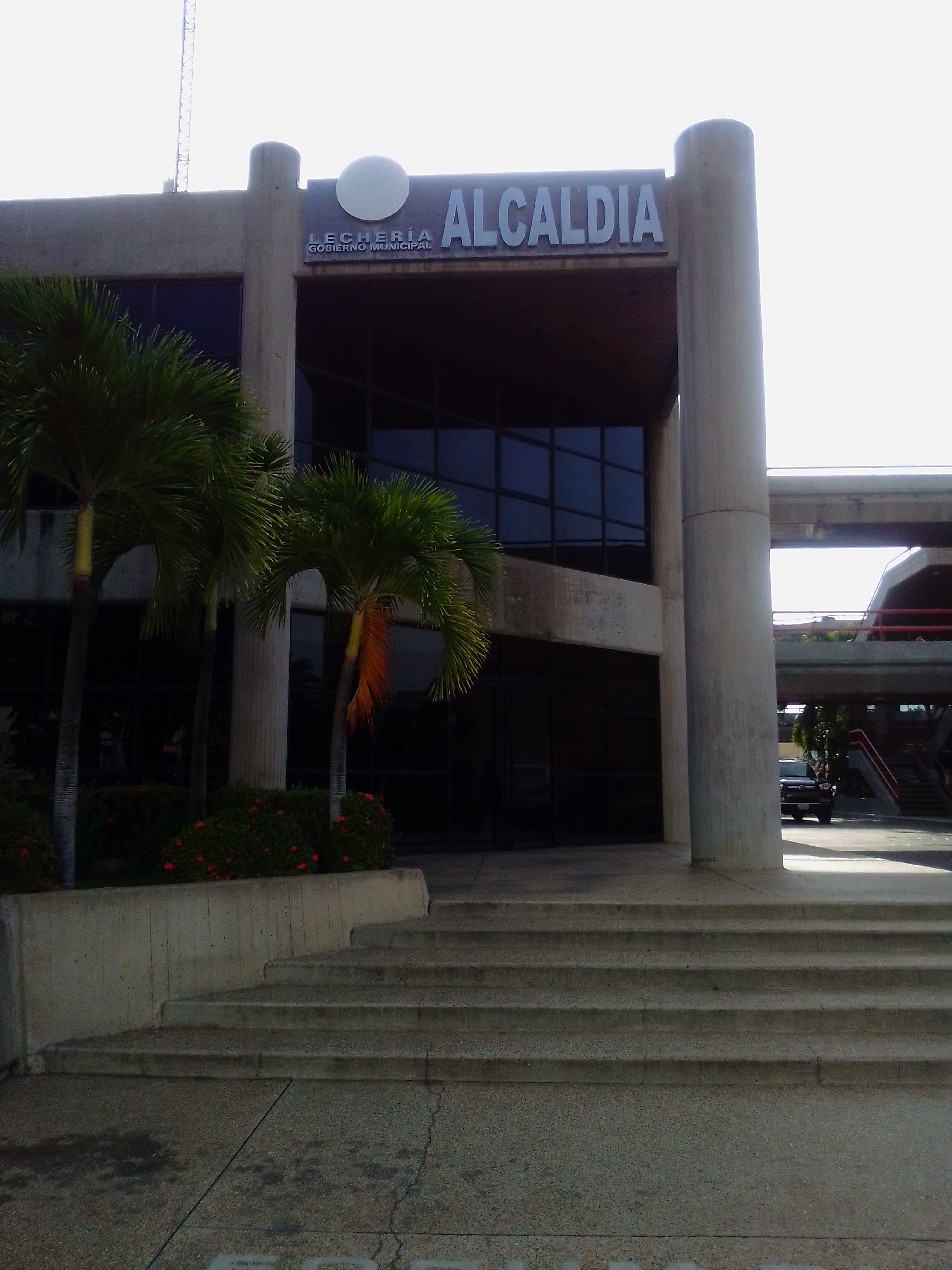
Sede de la alcaldía de Lechería

Dicha solicitud fue revisada y sustanciada por un grupo de profesionales que asesoraron a la extinta asamblea legislativa. En esta labor entre los que destacaron el economista Manuel Ortiz Peñalver en su condición de contralor general del Estado para la época, el licenciado José Rojas, secretario del cuerpo legislativo del Estado; los abogados asesores Leonardo Guzmán, Manuel Guberto Ferreira D’ Abreu, Ángel Guillermo Rodríguez Barrios y Luis Castro Lezama quienes concluyeron en la primera evaluación que el estudio presentado por el comité promotor para elevación del municipio era insuficiente por carecer de mecanismos de verificación y autenticación por parte del órgano del poder público competente para tal fin.
Así las cosas una parte de ese grupo Asesor acudió a la oficina de estadística e informática de la presidencia de la República, organismo este que en el año 1990 planificó, organizó y ejecutó el censo de población y vivienda. Dicho programa fue presidido a nivel nacional por el doctor Félix Seijas y en el estado Anzoátegui por el profesor y abogado Richard Sarmiento, quienes ejecutaron el levantamiento de información objetiva en forma exitosa y que ayudó considerablemente al proceso de municipalización del Estado. Este informe denominado censo 90 de la OCEI, fue la herramienta técnico-jurídica que utilizó la citada Comisión de asesores para sustentar y llevar a los parlamentarios la factibilidad para la creación del municipio Urbaneja del estado Anzoátegui.

## Límites

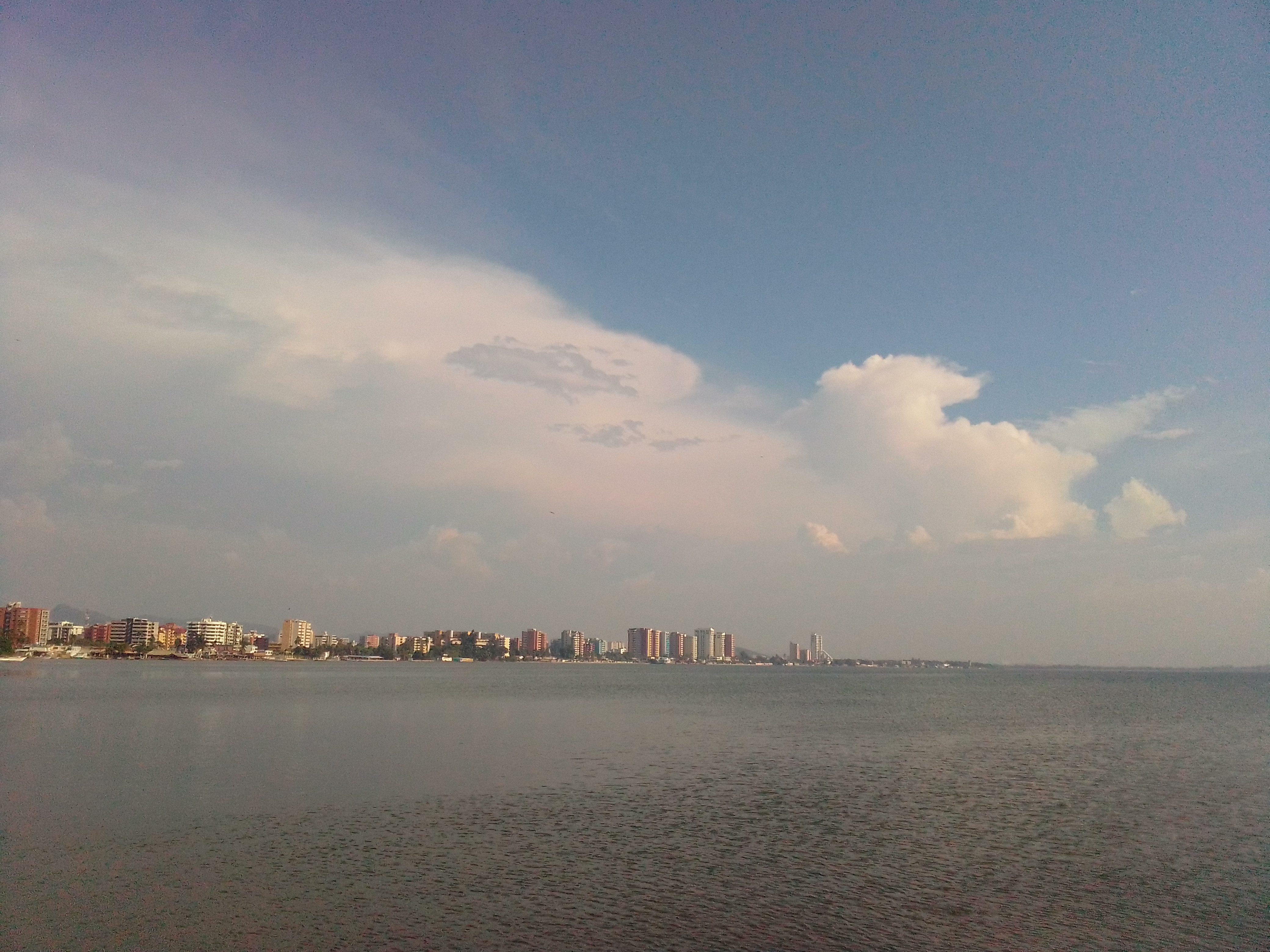
Vista de Lechería

Los límites del municipio son los siguientes:
- Al norte, el municipio limita con el mar Caribe
- Al sur, el municipio limita con el municipio Simón Bolívar
- Al este el municipio limita con el municipio Juan Antonio Sotillo
- Al oeste el municipio limita con el municipio Simón Bolívar

## Parroquias
1. Parroquia Lechería
2. Parroquia El Morro

## Actividades económicas

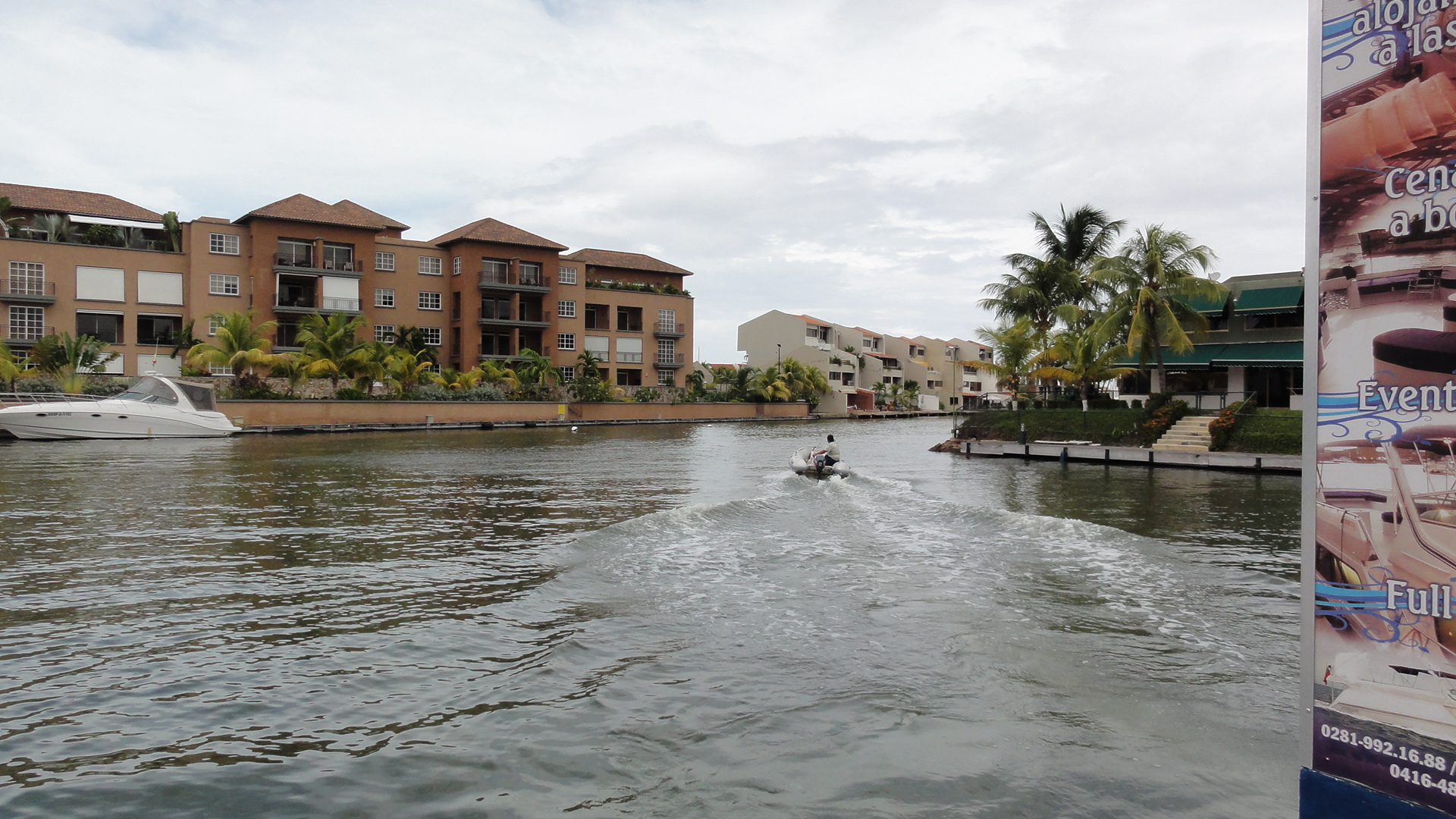
Complejo Turístico El Morro

La mayor parte de los habitantes del Municipio Urbaneja trabajan en las ciudades de Puerto La Cruz y Barcelona. Allí habitan principalmente venezolanos de clase media y alta. Se destacan ingenieros, licenciados, médicos, trabajadores del Gobierno, deportistas, entre otras. Los demás trabajan como comerciantes, trabajando en sus propios negocios tanto en la propia ciudad (principalmente ubicados en la Avenida Principal y en los centros comerciales del municipio) como en otras ciudades (principalmente Puerto La Cruz y Barcelona).

## Política y gobierno

### Alcaldes
| Período                            | Alcalde               | Partido político / Alianza | % de votos | Notas |
| ---------------------------------- | --------------------- | -------------------------- | ---------- | --- |
| 1992 - 1995                        | Gilberto Ron Tovar    | AD                         | 32,87      | Primer alcalde bajo elecciones directas (No culminó su período) |
| 1995                               | Efraín Bedoya         | AD                         | -          | Alcalde Designado (Nombrado por la Cámara Municipal en sustitución del alcalde anterior) |
| 1995 - 1998                        | Efraín Bedoya         | Copei                      | -          | Segundo alcalde bajo elecciones directas (No culminó su período) |
| 1998 - 2000                        | Fernando Prieto       | AD                         | -          | Alcalde encargado (Nombrado por la cámara municipal en sustitución del alcalde anterior) |
| 2000                               | William Garcia        | Independiente              | -          | Alcalde encargado (Nombrado por la cámara municipal en sustitución del alcalde anterior) (se realizaron elecciones generales adelantadas en el 2000 debido a la aprobación de la Constitución de 1999) |
| 2000 - 2004                        | Alexis Ortiz          | CA                         | 31,86      | Tercer alcalde electo bajo elecciones directas (No culminó su período) |
| 2004                               | José Rondón           | AD                         | -          | Alcalde encargado (Nombrado por la Cámara Municipal en sustitución del alcalde anterior) |
| 2004 - 2008                        | Gustavo Marcano       | PJ                         | 35,38      | Cuarto alcalde bajo elecciones directas |
| 2008 - 2013                        | Víctor Hugo Figueredo | JOVIAL                     | 37,49      | Quinto alcalde bajo elecciones directas |
| 2013 - 2017                        | Gustavo Marcano       | PJ MUD                     | 71,31      | Sexto alcalde bajo elecciones Directas (Destituido de su cargo por el TSJ) |
| 2017                               | Frank Díaz            | PJ MUD                     | -          | Alcalde encargado. Designado por el Concejo Municipal de Urbaneja. (Designado desde el 27 de julio del 2017 hasta convocarse las elecciones municipales pautadas para finales del 2017)                |
| 2017 - 2021                        | Manuel Ferreira       | FV                         | 44,76      | Séptimo alcalde bajo elecciones directas |
| 2021 - 2025                        | Manuel Ferreira       | FV MUD                     | 53,18      | Primer alcalde reelecto de manera consecutiva |
| Fuente: Consejo Nacional Electoral |                       |                            |            | |

### Concejo Municipal
Periodo 2021 - 2025
| Concejales:      | Partido político / Alianza |
| ---------------- | -------------------------- |
| Gabriel Vargas   | MUD                        |
| Alonzo Camilo    | MUD                        |
| Elma Valenzuela  | FV/MUD                     |
| Freddy Palomo    | FV/MUD                     |
| Andrés Reyes     | MUD                        |
| Ivette Salazar   | FV/MUD                     |
| Jannette Calista | PSUV                       |